# Університет Париж XI
Університет Париж-Південь XI — французький державний університет, що спеціалізується на точних науках. Університет Париж-Південь — один з найкращих університетів Франції, в 2008 році в щорічному академічному рейтингу університетів світу зайняв 49-е місце, поступаючись лише Університету П'єра і Марії Кюрі.
П'ять лауреатів Медалі Філдса і два лауреати Нобелівської премії були пов'язані з університетом.
16 січня 2019 року Ален Сарфаті був обраний президентом Університету Париж-Південь XI. Він змінив на цій посаді Сільві Ретайло, яка була обрана президентом ComUE Université Paris-Saclay.
Починаючи з 2020 року, University Paris Sud був замінений на University of Paris-Saclay.

## Історія
Історія університету починається з 1940 року, саме тоді Ірен Жоліо-Кюрі та Фредерік Жоліо пропонують Паризькому університету перенести частину факультету наук у передмістя. Остаточне рішення було прийнято в 1954 році. В 1956 році відкрито Інститут ядерної фізики в Орсе, першим ректором якого стає Фредерік Жоліо. З огляду на зростаюче критичне становище Сорбонни, частина факультету наук перемістили в Інститут ядерної фізики. Після травневих подій 1968 року інститут отримує статус університету .

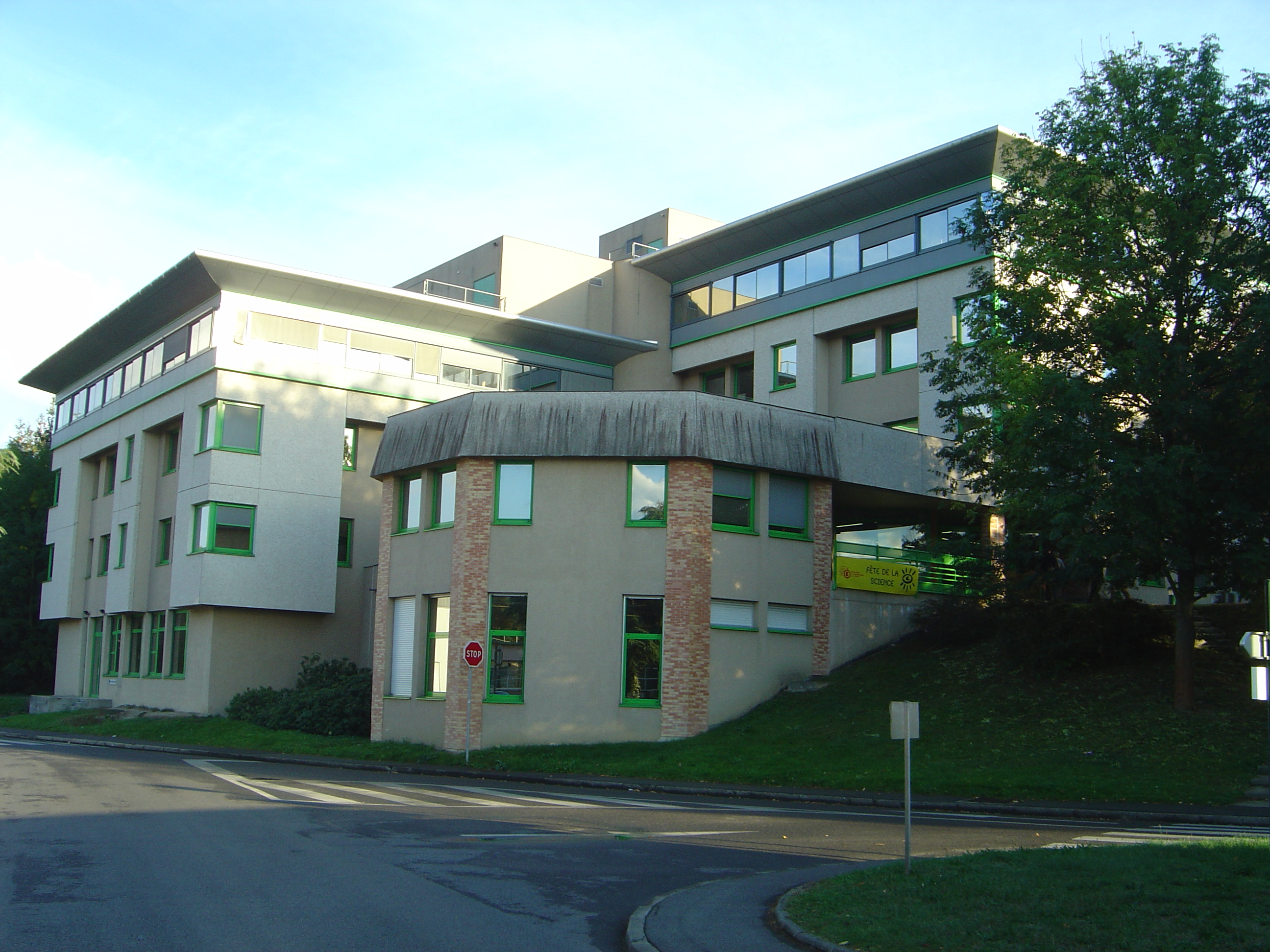
Кафедра астрофізики в Орсе

## Структура
В університеті 5 факультетів:
- Факультет економіки, права та менеджменту
- Факультет медицини
- Факультет фармацевтики
- Факультет наук
- Факультет фізкультури і спорту

До складу університету входять і 5 інститутів:
- Інститут електрики,
- Інститут промислової інформатики,
- Інститут механіки і автоматизації;
- Інститут інформатики і вимірювань у фізиці, хімії;
- Інститут менеджменту та комерції.

До університету належить також «Інженерна школа» . В університеті розташовано 111 дослідних лабораторій, в яких працюють 2 200 професорів-дослідників . Багато провідних французьких лабораторій були серед них, особливо в галузі фізики елементарних частинок, ядерної фізики, астрофізики, атомної фізики та молекулярної фізики, фізики конденсованих середовищ, теоретичної фізики, електроніки, нанонауки та нанотехнологій.

## Знамениті професори й дослідники
- Альбер Фер — французький фізик, лауреат Нобелівської премії з фізики в 2007 році
- П'єр Жиль де Жен — французький фізик, лауреат Нобелівської премії з фізики в 1991 році
- Венделін Вернер — французький математик німецького походження, лауреат Філдсівської премії 2006 року
- Лоран Лаффорг — французький математик, лауреат Філдсівської премії 2002 року.
- Жан-Крістоф Йоккоз — французький математик, лауреат Філдсівської премії 1994 року.
- Етьєн-Еміль Больє — французький медик і дослідник, в 2003—2004 роках працював у Колеж де Франс